# A. H. Albut
Alfred Hubert Albut, ismertebb nevén A. H. Albut (1849–1916) angol labdarúgóedző, a Newton Heath (napjainkban Manchester United) legelső menedzsere és alkalmazottja. 1892-ben nevezték ki klubtitkárnak, amely pozícióban ő felelt minden csapattal kapcsolatos ügyért, egyben az edzői feladatokért is. Albut nagy szerepet játszott a csapat fennmaradásában a pénzügyileg nehézségeket hozó évtized alatt.
1893-ban Albut találta meg a csapat új stadionját a North Road után, mikor otthonuk a Bank Street lett.
Munkássága idején irodája a 33 Oldham Road, Newton Heath címen volt található, nem messze a North Road stadiontól. 1900. május 26-ig maradt posztján, amit követően James West lett az utódja. A Newton Heath előtt Albut az Aston Villa csapatánál dolgozott.